# Quiz met Ballen
Quiz met Ballen is een Nederlandse televisiequiz van BNNVARA, die werd uitgezonden om het gemis van het uitgestelde EK voetbal 2020 op te vangen. Tijdens de aanloop naar de Olympische Winterspelen van 2022 wordt een tweede seizoen van deze quiz uitgezonden onder de titel Quiz met (sneeuw)ballen, met vragen over de Olympische Winterspelen.

## Credits
Het programma liep van 16 juli t/m 27 augustus 2020. Het werd bedacht en gepresenteerd door Frank Evenblij. Kees Jansma vormde de 'jury' en Rob Urgert en Joep van Deudekom traden op als 'VAR'. Jansma deelde daarnaast opmerkelijke anekdotes uit de voetbalwereld en Urgert en Van Deudekom verzorgden de filmpjes tussen de vragen door. 
De Olympische variant van de quiz liep van 30 december 2021 t/m 3 februari 2022, de vooravond van de openingsceremonie van de Olympische Spelen in februari 2022. In deze wintereditie werd Jansma vervangen door Frank Snoeks.

## Spelopzet
Net als in het voetbal wordt er gestreden in poules. Iedere aflevering is een 'wedstrijd' tussen twee teams, die strijden om zoveel mogelijk (sneeuw)ballen bij elkaar te spelen. Deze kunnen gebruikt worden in het finalespel: in 2020 het penaltyschieten op voetbalplaatjes en in 2022 het sneeuwballen gooien naar plaatjes van Olympische wintersporters. Het winnende team verdient hiermee drie punten en de poulewinnaars plaatsten zich voor de finaleaflevering. 

### 2020

#### Poule A
- Teamcaptain Ronald de Boer, Rayen Panday en Fresia Cousiño Arias
- Teamcaptain Anouk Hoogendijk, Viggo Waas en Ellen Hoog
- Teamcaptain Pierre van Hooijdonk, Erik van Muiswinkel en Sofie van den Enk

#### Poule B
- Teamcaptain Glenn Helder, Peter Heerschop en Diana Kuip
- Teamcaptain Arthur Numan, Roué Verveer en Fatima Moreira de Melo
- Teamcaptain Ron Vlaar, Leo Alkemade en Femke Heemskerk

#### Finale
De finale werd gespeeld tussen team Helder en team R. de Boer. Het team van Ronald de Boer ging er uiteindelijk met de hoofdprijs vandoor: de grote Cup met Ballen.

### 2022
Na de poulefase strijden de nummers 1 en 2 van elke poule tegen elkaar in twee halve finales en de winnaars daarvan spelen de finale. Deze werd gewonnen door het team van Nicolien Sauerbreij. Zij wonnen de grote Cup met Sneeuwballen

#### Poule A
- Teamcaptain Marianne Timmer, Peter Heerschop en Mai Verbij
- Teamcaptain Gianni Romme, Janneke de Bijl en Hein Vergeer
- Teamcaptain Jochem Uytdehaage, Harm Edens en Chatilla van Grinsven

#### Poule B
- Teamcaptain Rintje Ritsma, Carolien Borgers en Annette Gerritsen
- Teamcaptain Nicolien Sauerbreij, Gregory Sedoc en Diana Kuip
- Teamcaptain Ria Visser, Pieter Jouke en Bob de Jong

#### Halve finale
Team Sauerbreij* - Team Timmer
Team Romme - Team Visser

#### Finale
Team Sauerbreij* - Team Romme
*Nicolien Sauerbreij werd in de halve finale en de finale vervangen door Rintje Ritsma, omdat zij positief werd getest op corona en daardoor de opnames hiervan niet kon bijwonen.

## Trivia
- Het programma draaide niet enkel en alleen om voetbal, de Olympische Winterspelen en de overwinning, maar ook om humor. Niet voor niets zat er in elk team een cabaretier en verzorgden Urgert en Van Deudekom de filmpjes.

3 op reis ·
3 op reis midweek ·
Als je alles hebt gehad! ·
ANNE+ ·
Buitenhof ·
College tour ·
Chansons! ·
The dateables ·
Dertigers ·
Dwars door de week ·
Even tot hier ·
Evenblij maakt vrienden ·
First dates ·
Floortje blijft hier ·
Floortje en de ambassadeurs ·
Floortje naar het einde van de wereld ·
Geslacht! ·
De gevaarlijkste wegen van de wereld ·
Hard spel ·
Ik durf het bijna niet te vragen ·
Het instituut ·
Je zal het maar hebben ·
Je zal het maar zijn ·
Jeuk ·
Kanniewaarzijn ·
Kassa ·
Khalid & Sophie ·
Kinderen voor kinderen ·
Klem ·
De kwis ·
Lekker laat! ·
Moby Dick ·
Nu we er toch zijn ·
Oogappels ·
Op vrijdag ·
Op1 ·
Over mijn lijk ·
Pauw ·
Pauw & Jinek: De verkiezingen ·
Per seconde wijzer ·
Proefkonijnen ·
Quiz met ballen ·
Rambam ·
Ranking the stars ·
Risky rivers ·
Sint & De Leeuw ·
Sluipschutters ·
Smeris ·
Sophie & Jeroen ·
De S.P.E.L.show ·
Spuiten en slikken ·
Sterke verhalen ·
De super Freek show ·
Tropenjaren ·
Twee voor twaalf ·
Vier handen op één buik ·
De vooravond ·
Vroege vogels ·
De wereld draait door ·
Zembla ·
Zuidas